# Nash-papyrusen

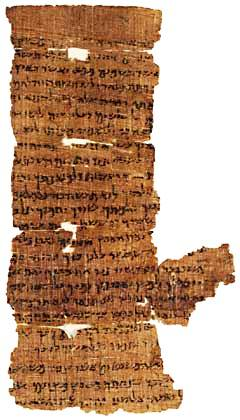
Nash papyrusen, De tio budorden

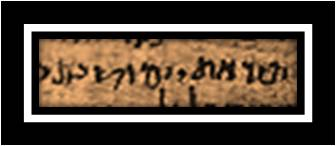
Nash papyrusen, 4.e budordet

Nash-papyrusen är en liten samling papyrusfragment med texter från De tio budorden och Shema Yisrael. Fragmenten är de äldsta kända manuskript på hebreiska tillsammans med Dödahavsrullarna. Manuskripten dateras till cirka 200-talet f.Kr. och förvaras idag på University of Cambridge i Cambridge.

## Manuskripten
Nash-papyrusen är en starkt fragmenterad samling av delar av ett ark. Texterna är skrivna på hebreiska. Papyrusarket dateras till cirka mellan 100-talet och 200-talet f. Kr. Samlingen omfattar 4 fragment med sammanlagd 24 rader. Fragmentens storlek är cirka 7,5 × 12,5 cm.
Texterna visar på tydliga skillnader mellan originalversioner och masoreternas versioner som tillkom betydligt senare.
Versionen av De tio budorden liknar endast bitvis masoreternas version i Andra Moseboken och Femte Moseboken och det finns även skillnader mot Septuagintan där främst ordningsföljden av budorden är annorlunda.
Tetragrammatonet "J H W H" återfinns på 7 ställen i texten.

## Historia
Manuskripten upptäcktes under okända omständigheter i Egypten och införskaffades 1898 av brittiske samlaren Walter Llewellyn Nash vid engelska Society of Biblical Archaeology. 1902 donerade Nash manuskriptet till Cambridge.
1903 publicerades den första översättningen "A Pre-Massoretic Biblical Papyrus" i tidningen Society of Biblical Archaeology av Stanley Arthur Cook utgiven i London.
Manuskriptets arkivnummer i Cambridge University Library är Or. 233.